# Kajan indický
Kajan indický (Cajanus cajan), lidově mestelice je vytrvalá luštěnina z čeledi bobovitých (Fabaceae), původem z východní polokoule. Pěstuje se v tropických a subtropických oblastech po celém světě, běžně se konzumuje v jižní a jihovýchodní Asii, Africe, Latinské Americe a Karibiku. 
Je vysoká 1,5–4 metry. Listy jsou trojčetné. Plodem je hnědofialový lusk, který obsahuje 4–7 semen.

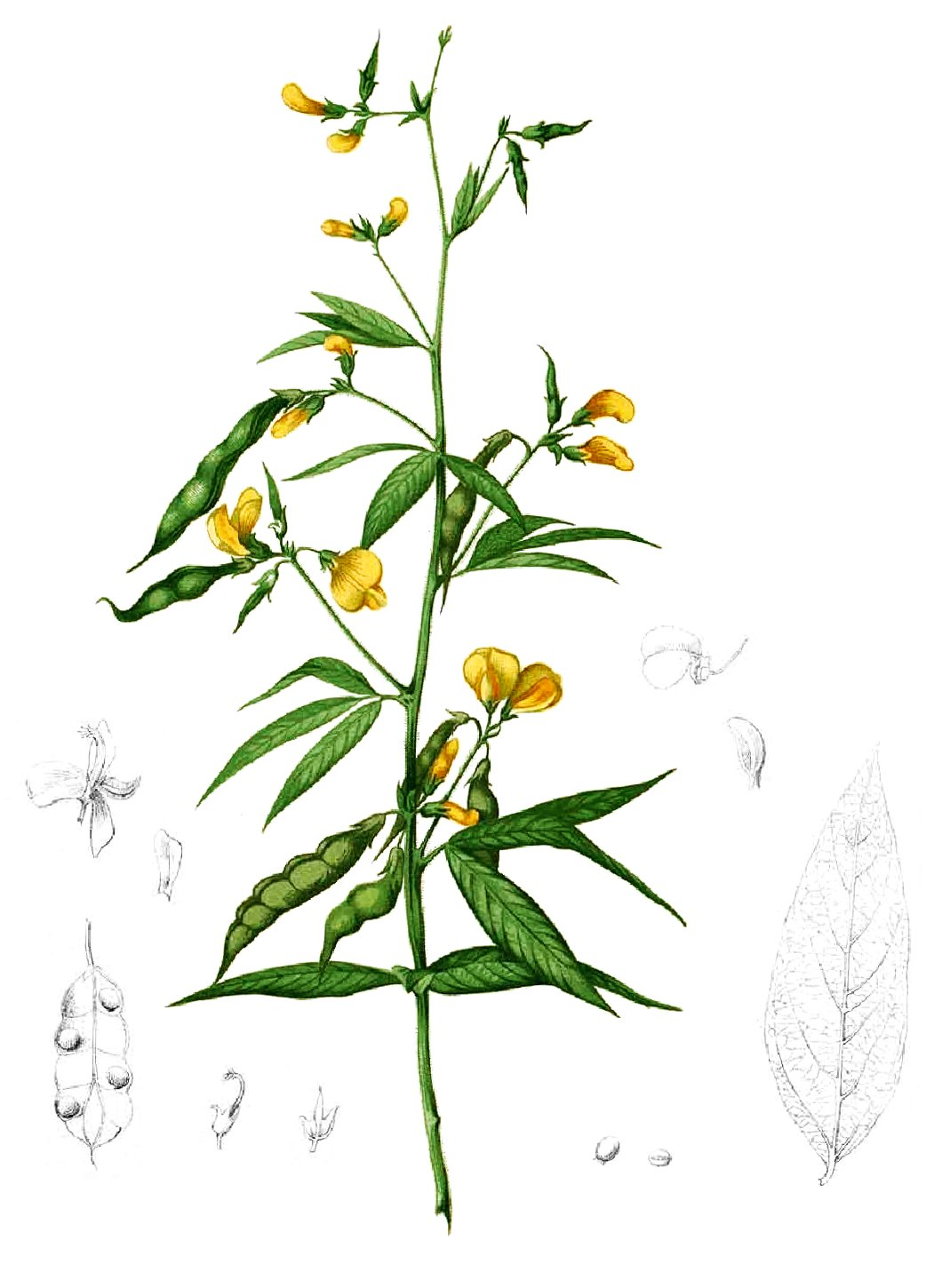
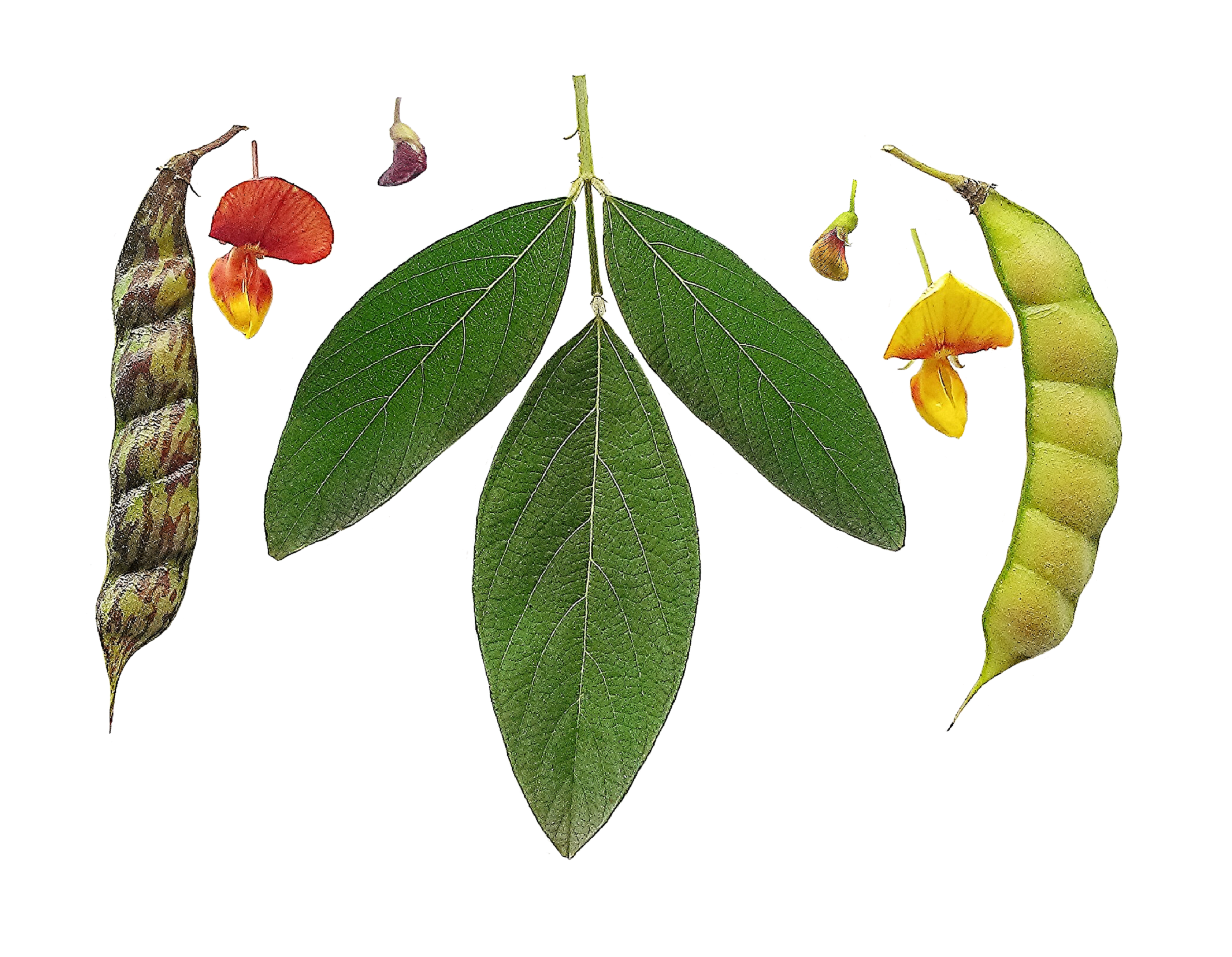